# 野田あゆ美
野田 あゆ美（のだ あゆみ、1990年1月29日 - ）は、日本の女優、声優、司会者。

## 人物
東京都大田区出身。アミューズメントメディア総合学院卒業後、ソニックソングスを経てモーデリア（現名称ウォークスオペラ）に所属。2015年、ウォークスオペラの推薦にてM&Iと業務提携を結ぶ。2019年10月1日から合同会社MYSTARに所属。2021年10月31日をもって、声のみ預かりに所属形態を変更。現在はフリーとして活動。
主に舞台やイベント司会者として活動。地元・大田区でのイベントではコスプレをすることもある。
趣味はゲーム制作、イラスト。特技は剣道、手芸。
同人サークル「しろ∽うさ」主宰。

## 出演作品

### テレビアニメ
- 黒魔女さんが通る!!（2013年、女生徒）

### ゲーム
- Jeky&Hydie（2012年）
- 麻雀昇龍神（2012年、マイコ、特典配布キャラ多数）
- 鬼斬（2013年、かぐや）
- 鬼斬 百鬼夜行（2015年、かぐや[6]）
- コズミックブレイク2（2015年、クリムローゼ）
- 相剋のエルシオン 光と闇の輪廻（2018年、シャシャ、セイヤ、レナ）
- スーパー戦艦：地海伝説（2019年、トレイシー）
- 戦国少女〜戦場に舞う姫たち〜（2019年、今川義元、大谷吉継、伊達成実）
- 欲望都市（2019年、ジョーン・エダ）

### ラジオ
- エフエムさがみ（アニソン祭り パーソナリティ）
- エフエムさがみ（声優ドラマ ヒロイン役）
- おにぎりラジオ（司会）
- こずみっくらじお（HiBiKi Radio Station、音泉：2015年4月30日 - 7月2日）[7]
- ニコニコ生放送 かぐやのニコニコ生放送（パーソナリティー）

### 司会
- 蒲田国際フェスティバル コスプレコンテスト
- 蒲田コスプレコレクション
- 東京音楽の祭典2018 アニソンカラオケコンテスト

### テレビ番組
- 鬼斬TV（かぐや）

### CM
- 不動産エージェントHIKARU

### 舞台
- 水平線の歩き方（2011年6月）
- Let's ヨーソロー（2011年9月）
- VERY MERRY Xmas（2011年12月）
- いつかのクリスマス（2014年12月）

### MC
- 舞台鬼斬